# Eslovaquia en los Juegos Paralímpicos de París 2024
Eslovaquia estuvo representada en los Juegos Paralímpicos de París 2024 por un total de 26 deportistas, 18 hombres y ocho mujeres.

## Medallistas
El equipo paralímpico eslovaco obtuvo las siguientes medallas:
| Nombre                 | Deporte           | Evento                                           |
| ---------------------- | ----------------- | ------------------------------------------------ |
| Oro                    |                   |                                                  |
| Jozef Metelka          | Ciclismo en pista | Persecución individual C4 masculino              |
| Peter Lovaš Ján Riapoš | Tenis de mesa     | Dobles MD4 masculino                             |
| Veronika Vadovičová    | Tiro              | Rifle de aire en posición tendida 10 m SH1 mixto |
| Plata                  |                   |                                                  |
| Veronika Vadovičová    | Tiro              | Rifle en tres posiciones 50 m SH1 femenino       |
| Radoslav Malenovský    | Tiro              | Rifle de aire en posición tendida 10 m SH1 mixto |
| Bronce                 |                   |                                                  |
| —                      |                   |                                                  |